# Arrondissement Boulay-Moselle

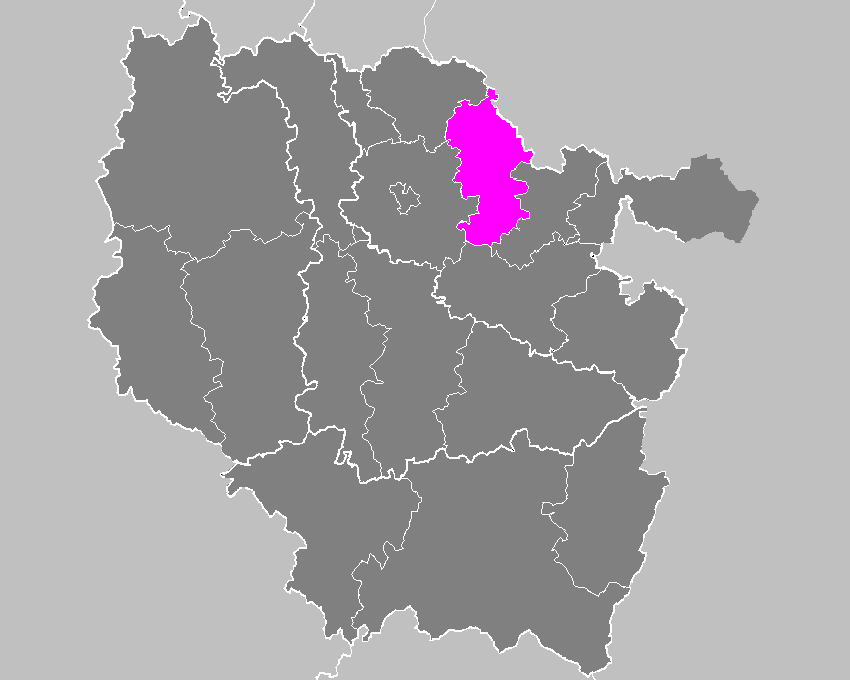
Lage in Lothringen/Lorraine

Das Arrondissement Boulay-Moselle (deutsch Landkreis bzw. Kreis Bolchen) ist eine ehemalige Verwaltungseinheit des Départements Moselle in der französischen Region Lothringen. Hauptort (Unterpräfektur) war Boulay-Moselle (deutsch Bolchen).
Am 1. Januar 2015 wurde es mit dem Arrondissement Forbach zum neuen Arrondissement Forbach-Boulay-Moselle zusammengeschlossen. Es bestand aus drei Kantonen und 96 Gemeinden. Die Fläche betrug 722 Quadratkilometer, die Einwohnerzahl (2011) 79.696, die Bevölkerungsdichte 110 Einwohner pro Quadratkilometer.

## Wahlkreise

Kanton Boulay-Moselle
Kanton Bouzonville
Kanton Faulquemont

- Kanton Bouzonville
- Kanton Boulay-Moselle
- Kanton Faulquemont

## Geschichte
Mit der Ratifizierung des Frankfurter Friedensvertrages 1871 bildete das Arrondissement einen Teil des Deutschen Reiches. Aus ihm wurde Ende 1871 der Kreis Bolchen gebildet. Er gehörte zum Bezirk Lothringen des Reichslandes Elsaß-Lothringen; der Kreisdirektor hatte seinen Sitz in der Stadt Bolchen. Zunächst galt das französische Gesetz vom 18. Juli 1837 über die Gemeindeverwaltung weiter. Zum 1. April 1896 wurde aber die bisherige Kommunalverfassung abgelöst und die neue Gemeindeordnung für Elsaß-Lothringen vom 6. Juni 1895 eingeführt. Sie galt für alle Gemeinden und unterschied nicht zwischen solchen mit ländlicher oder städtischer Verfassung.
Nach dem Ersten Weltkrieg wurde der Kreis 1918 von Frankreich besetzt. Mit dem Inkrafttreten des Versailler Vertrages am 10. Januar 1920 gehörte er als Arrondissement Boulay-Moselle wieder dem französischen Staat an. Das Kommunalrecht von 1895 galt jedoch bis Ende 1940 weiter.
Im Zweiten Weltkrieg besetzten Truppen der deutschen Wehrmacht im Juni 1940 das Arrondissement. Am 2. August 1940 wurde es in Landkreis Bolchen umbenannt. Es unterstand nun dem Chef der Zivilverwaltung im Gebiet Lothringen; zur Verwaltung wurde ein deutscher Landkommissar in Bolchen eingesetzt. Am 1. Dezember 1940 wurde der Landkreis Bolchen mit dem Landkreis Forbach zum Landkreis Sankt Avold zusammengeschlossen. Im November/Dezember 1944 wurde das Kreisgebiet durch einen Angriff der US-amerikanischen Armee besetzt und wieder französischer Verwaltung unterstellt.

## Pays de Nied
Diese Region wird auch als Pay de Nied bezeichnet (Niedland), weil sie durch die Nied bzw. ihre beiden Zuflüsse Nied Française und Nied Allemande entwässert wird. Man zählt auch einige Gemeinden im Saarland bis zur Mündung in der Mosel dazu. Genau auf der Grenze zum Saarland liegt Leidingen (D) bzw. Leiding (F), in dem der Roman Die Leidinger Hochzeit von Alfred Gulden spielt.

### Tourismus
Landschaftlich ist die Region reizvoll, dünn besiedelt, kaum Industrie und viele Wälder, Wiesen und Felder. Historische Sehenswürdigkeiten sind u. a. die Lothringerhäuser in Oberdorff und Gomelange, das Schloss Saint-Sixte in Freistroff, die Wassermühle in Fouligny und die Kirche aus dem 10. Jahrhundert in Valmunster und das Lager Ban Saint Jean.

### Sprache und Kultur
Historisch ist die Region zweisprachig: Französisch und der deutsche Dialekt Moselfränkisch, hier Lothringer Platt genannt. In Sarreguemines und Forbach gibt es Festivals unter dem Motto Mir redde Platt. Traditionell werden hier auch Feste nach deutscher Art gefeiert: Nikolaustag (6. Dezember), Christfest (Weihnachten), Osterhase und Hexennaat (Walpurgisnacht). Die Rommelbootzennaat (Rübennacht) ist eine Art Halloween mit ausgehöhlten und beleuchteten Rüben.

## Gemeinden
Vor seiner Auflösung bestand das Arrondissement Boulay-Moselle aus folgenden Gemeinden:
- Bannay
- Berviller-en-Moselle
- Bettange
- Bibiche
- Bionville-sur-Nied
- Bisten-en-Lorraine
- Boucheporn
- Boulay-Moselle
- Bouzonville
- Brettnach
- Brouck
- Château-Rouge
- Chémery-les-Deux
- Colmen
- Condé-Northen
- Coume
- Créhange
- Creutzwald
- Dalem
- Dalstein
- Denting
- Ébersviller
- Éblange
- Elvange
- Falck
- Faulquemont
- Filstroff
- Flétrange
- Fouligny
- Freistroff
- Gomelange
- Guerstling
- Guerting
- Guinglange
- Guinkirchen
- Hallering
- Ham-sous-Varsberg
- Han-sur-Nied
- Hargarten-aux-Mines
- Haute-Vigneulles
- Heining-lès-Bouzonville
- Helstroff
- Hémilly
- Herny
- Hestroff
- Hinckange
- Holacourt
- Holling
- Laudrefang
- Longeville-lès-Saint-Avold
- Mainvillers
- Many
- Marange-Zondrange
- Mégange
- Menskirch
- Merten
- Momerstroff
- Narbéfontaine
- Neunkirchen-lès-Bouzonville
- Niedervisse
- Oberdorff
- Obervisse
- Ottonville
- Piblange
- Pontpierre
- Rémelfang
- Rémering
- Roupeldange
- Saint-François-Lacroix
- Schwerdorff
- Téterchen
- Teting-sur-Nied
- Thicourt
- Thonville
- Tritteling-Redlach
- Tromborn
- Vahl-lès-Faulquemont
- Valmunster
- Varize-Vaudoncourt
- Varsberg
- Vatimont
- Vaudreching
- Velving
- Villing
- Vittoncourt
- Vœlfling-lès-Bouzonville
- Voimhaut
- Volmerange-lès-Boulay
- Zimming